# The Trail of the Eucalyptus
The Trail of the Eucalyptus est un film muet américain réalisé par Allan Dwan et sorti en 1911.

## Synopsis
La veuve Wilcox informe les Rangers que les vigiles, une association de bandits de grand chemin, ont capturé sa fille. Les Rangers échouent dans leur première tentative. Mr. Caxton reçoit un message de l'un des vigiles lui imposant de se conformer à leurs lois, s'il ne veut voir disparaître leur captive…

## Fiche technique
- Réalisation : Allan Dwan
- Date de sortie : États-Unis : 26 octobre 1911

## Distribution
- J. Warren Kerrigan : Bob
- Pauline Bush : Elsie Caxton
- Jack Richardson : le chef des vigilants
- Robert Coffey
- Louise Lester : la veuve Wilcox
- George Periolat : Mr Caxton